# Valaris
Valaris Limited (ehemals Ensco International) ist ein britischer Betreiber von Bohrschiffen mit Sitz in London und operativer Hauptzentrale in Houston im Bundesstaat Texas. Das Unternehmen ist im S&P 500 gelistet.

## Geschichte
Das Unternehmen wurde 1975 in Dallas  als Blocker Energy gegründet. 1995 wurde das Unternehmen in Ensco umbenannt. Im gleichen Jahr erfolgte der Börsengang an der New York Stock Exchange.
2009 wurde der Unternehmenssitz von den USA nach Großbritannien verlegt.
Im März 2010 wurde Ensco International plc in Ensco plc  umbenannt.
2011 erwarb Ensco das Unternehmen Pride International und beschloss, seine Geschäftsräume in Dallas zu schließen.
Im April 2019 fusionierte Ensco plc. mit Rowan Companies plc. und erhielt anschließend den Namen Ensco Rowan. Im Juli 2019 wurde Ensco Rowan in Valaris plc. umbenannt.
Im Geschäftsjahr 2014 wurde der bisher höchste Umsatz von 4,564 Mrd. US-Dollar erzielt.

## Flotte
(Stand: Dezember 2021)

### Halbtaucher
| Name          | IMO-Nummer | Typ                     | Einsatzgebiet        | Inbetriebnahme | Bauwerft                  | maximale Einsatztiefe |
| ------------- | ---------- | ----------------------- | -------------------- | -------------- | ------------------------- | --------------------- |
| Valaris DPS-1 | 8771162    | F&G ExD Millenium-Serie | Asien-Pazifik-Raum   | 2012           | Jurong Shipyard Singapore | 10.000 ft.            |
| Valaris MS-1  | 8770314    | F&G ExD Millenium-Serie | Asien-Pazifik-Raum   | 2011           | Jurong Shipyard Singapore | 8.200 ft.             |
| Valaris 8506  | 8770534    | Ensco-8500-Serie        |                      | 2011           | KFELS Singapore           | 8.500 ft.             |
| Valaris 8505  | 8770522    | Ensco-8500-Serie        | Nord- und Südamerika | 2012           | KFELS Singapore           | 8.500 ft.             |
| Valaris 8503  | 8770027    | Ensco-8500-Serie        | Nord- und Südamerika | 2010           | KFELS Singapore           | 8.500 ft.             |

### Hubinseln
| Name                               | IMO-Nummer | Typ                                                   | Einsatzgebiet          | Inbetriebnahme | Bauwerft                                                                 | maximale Einsatztiefe |
| ---------------------------------- | ---------- | ----------------------------------------------------- | ---------------------- | -------------- | ------------------------------------------------------------------------ | --------------------- |
| Valaris Norway Valaris JU-292      | 8770077    | Keppel FELS N-Klasse                                  | Europa/Mittelmeer      | 2011           | Keppel FELS, Singapur                                                    | 400 ft.               |
| Valaris Stavanger Valaris JU-291   | 8769793    | Keppel FELS N-Klasse                                  | Europa/Mittelmeer      | 2011           | Keppel FELS, Singapur                                                    | 400 ft.               |
| Valaris Viking Valaris JU-290      | 8769664    | Keppel FELS N-Klasse                                  | Europa/Mittelmeer      | 2010           | Keppel FELS, Singapur                                                    | 435 ft.               |
| Bob Palmer Valaris JU-250          | 8765436    | LeTourneau Technologies Super Gorilla XL Class Jackup | Mittlerer Osten/Afrika | 2003           | Rowan Companies Vicksburg Mississippi shipyard                           | 490 ft.               |
| Valaris Gorilla VII VALARIS JU-249 | 8765096    | LeTourneau Technologies Super Gorilla XL Class Jackup | Europa/Mittelmeer      | 2001           | Rowan Companies Vicksburg Mississippi shipyard                           | 400 ft.               |
| Valaris Gorilla VI VALARIS JU-248  | 8764078    | LeTourneau Technologies Super Gorilla XL Class Jackup | Nord-/Südamerika       | 2000           | Rowan Companies Vicksburg Mississippi shipyard                           | 400 ft.               |
| Valaris Gorilla V VALARIS JU-247   | 8764078    | LeTourneau Technologies Super Gorilla XL Class Jackup | Europa/Mittelmeer      | 1998           | Rowan Companies Vicksburg Mississippi shipyard                           | 400 ft.               |
| Earnest Dees VALARIS JU-148        | 9635717    | LeTourneau Super 116E Independent Leg JU              | Mittlerer Osten/Afrika | 2013           | Consorcio Rio Paraguaçu, Sao Roque do Paraguaçu yard, Brasilien          | 350 ft.               |
| Bess Brants VALARIS JU-147         | 9635705    | LeTourneau Super 116E Independent Leg JU              | Mittlerer Osten/Afrika | 2013           | Consorcio Rio Paraguaçu, Sao Roque do Paraguaçu yard, Brasilien          | 350 ft.               |
| Valaris EXL IV VALARIS JU-146      | 8770223    | LeTourneau Technologies EXL (Super 116E) Class Jackup | Mittlerer Osten/Afrika | 2011           | Keppel AmFELS, Brownsville, Texas                                        |                       |
| Valaris EXL III VALARIS JU-145     | 8770211    | LeTourneau Technologies EXL (Super 116E) Class Jackup | Nord-/Südamerika       | 2010           | Keppel AmFELS, Brownsville, Texas                                        | 350 ft.               |
| Valaris EXL II VALARIS JU-144      | 8771150    | LeTourneau Technologies EXL (Super 116E) Class Jackup | Nord-/Südamerika       | 2010           | Keppel AmFELS, Brownsville, Texas                                        | 350 ft.               |
| Valaris EXL I VALARIS JU-143       | 9584451    | LeTourneau Technologies EXL (Super 116E) Class Jackup | Eurora/Mittelmeer      | 2011           | Keppel AmFELS, Brownsville, Texas                                        |                       |
| Valaris 142 VALARIS JU-142         | 8769078    | LeTourneau Super 116E Independent Leg Jackup          | Eurora/Mittelmeer      | 2008           | Keppel AmFELS, Vereinigte Staaten                                        | 350 ft.               |
| Valaris 141 VALARIS JU-141         | 9743552    | LeTourneau Super 116E Jackup                          | Mittlerer Osten/Afrika | 2016           | Hamriyah - Lamprell, Lamprell Plc, Sharjah, Vereinigte Arabische Emirate | 375 ft.               |
| Valaris 140 VALARIS JU-140         | 9743540    | LeTourneau Super 116E Jackup                          | Mittlerer Osten/Afrika | 2016           | Hamriyah - Lamprell, Lamprell Plc, Sharjah, Vereinigte Arabische Emirate | 375 ft.               |
| Valaris 123 VALARIS JU-123         | 9721396    | Keppel FELS, Ultra-Enhanced Super ‘A’ Class           | Europa/Mittelmeer      | 2019           | Keppel Offshore & Marine, Pioneer Yard I, Singapur                       | 400 ft.               |
| Valaris 122 VALARIS JU-122         | 8771629    | Keppel FELS, Ultra-Enhanced Super ‘A’ Class           | Europa/Mittelmeer      | 2013           | Keppel Offshore & Marine, Pioneer Yard I, Singapur                       | 400 ft.               |
| Valaris 121 VALARIS JU-121         | 9621481    | Keppel FELS, Ultra-Enhanced Super ‘A’ Class           | Europa/Mittelmeer      | 2014           | Keppel Offshore & Marine, Pioneer Yard I, Singapur                       | 400 ft.               |
| Valaris 120 VALARIS JU-120         | 9621479    | Keppel FELS, Ultra-Enhanced Super ‘A’ Class           | Europa/Mittelmeer      | 2013           | Keppel Offshore & Marine, Pioneer Yard I, Singapur                       | 400 ft.               |
| Joe Douglas VALARIS JU-118         | 9618123    | LeTourneau Technologies 240-C Class Jackup            | Nord-/Südamerika       | 2012           | Rowan Companies Vicksburg Mississippi shipyard                           |                       |
| Ralph Coffman VALARIS JU-117       | 8768945    | LeTourneau Technologies 240-C Class Jackup            | Nord-/Südamerika       | 2009           | Rowan Companies Vicksburg Mississippi shipyard                           |                       |
| Valaris Mississippi VALARIS JU-116 | 8768933    | LeTourneau Technologies 240-C Class Jackup            | Mittlerer Osten/Afrika | 2008           | Rowan Companies Vicksburg Mississippi shipyard                           |                       |
| Valaris 115 VALARIS JU-115         |            | Baker Marine Pacific Independent Leg Jackup           | Asien-Pazifik-Raum     | 2013           | SembCorp Marine PPL Shipyard, Singapur                                   | 400 ft.               |
| Valaris 114 VALARIS JU-114         |            | Baker Marine Pacific Independent Leg Jackup           | Asien-Pazifik-Raum     | 2012           | SembCorp Marine PPL Shipyard, Singapur                                   | 400 ft.               |
| Valaris 113 VALARIS JU-113         |            | Baker Marine Pacific Independent Leg Jackup           | Asien-Pazifik-Raum     | 2012           | SembCorp Marine PPL Shipyard, Singapur                                   | 400 ft.               |
| Valaris 111 VALARIS JU-113         |            | KFELS Mod V Enhanced Deepwater Independent Leg Jackup | Europa/Mittelmeer      | 2003           |                                                                          |                       |
| Valaris 110 VALARIS JU-110         |            | KFELS Mod V Enhanced Deepwater Independent Leg Jackup | Mittlerer Osten/Afrika | 2015           |                                                                          |                       |
| Valaris 109 VALARIS JU-109         |            | KFELS MOD V Jackup                                    | Mittlerer Osten/Afrika | 2008           |                                                                          |                       |
| Valaris 108 VALARIS JU-108         |            | KFELS MOD V Jackup                                    | Mittlerer Osten/Afrika | 2007           |                                                                          |                       |
| Valaris 107 VALARIS JU-107         |            | KFELS MOD V Jackup                                    | Asien/Pazifik-Raum     | 2006           |                                                                          |                       |
| Valaris 106 VALARIS JU-106         |            | KFELS MOD V Jackup                                    | Asien/Pazifik-Raum     | 2005           |                                                                          |                       |
| Valaris 104 VALARIS JU-104         |            | KFELS MOD V Jackup                                    | Mittlerer Osten/Afrika | 2002           |                                                                          |                       |
| Valaris 102 VALARIS JU-102         |            | KFELS MOD V A                                         | Nord-/Südamerika       | 2002           |                                                                          |                       |
| Valaris 100 VALARIS JU-100         |            | KFMLT 150-88-C 'Gorilla'                              | Europa/Mittelmeer      | 1987           |                                                                          |                       |
| Valaris 92 VALARIS JU-92           |            | Marathon LeTourneau Technologies 116-C Jackup         | Europa/Mittelmeer      | 1982           |                                                                          |                       |
| Valaris 76 VALARIS JU-76           |            | MLT Super 116-C Jackup                                | Mittlerer Osten/Afrika | 1999           |                                                                          |                       |
| Valaris 75 VALARIS JU-75           |            | MLT Super 116-C Jackup                                | Nord-/Südamerika       | 1999           |                                                                          |                       |
| Valaris 72 VALARIS JU-72           |            | Hitachi K1025N Jack Up                                | Europa/Mittelmeer      | 1981           |                                                                          |                       |
| Valaris 67 VALARIS JU-67           |            | Marathon LeTourneau Technologies 84–C Enhanced Jackup | Asien/Pazifik-Raum     | 1976           |                                                                          |                       |
| Valaris 54 VALARIS JU-54           |            | L-780 Mod II Cantilever Jackup                        | Europa/Mittlerer Osten | 1982           |                                                                          |                       |
| Arch Rowan VALARIS JU-37           | 8750211    | Marathon LeTourneau Technologies 116-C Jackup         | Afrika/Mittlerer Osten | 1981           | Marathon LeTourneau Offshore, Vicksburg, Mississippi                     | 300 ft.               |
| Charles Rowan VALARIS JU-36        | 8750716    | Marathon LeTourneau Technologies 116-C Jackup         | Afrika/Mittlerer Osten | 1982           | Marathon LeTourneau Offshore, Vicksburg, Mississippi                     | 300 ft.               |
| Valaris Middletown VALARIS JU-22   | 8754621    | Marathon LeTourneau Technologies 116-C Jackup         | Afrika/Mittlerer Osten | 1982           | Marathon LeTourneau Offshore, Vicksburg, Mississippi                     | 300 ft.               |

### Bohrschiffe
| Name                                | IMO-Nummer | Typ                                 | Einsatzgebiet          | Inbetriebnahme | Bauwerft                           | maximale Einsatztiefe |
| ----------------------------------- | ---------- | ----------------------------------- | ---------------------- | -------------- | ---------------------------------- | --------------------- |
| Valaris Relentless (VALARIS DS-18)  | 9672961    | GustoMSC P10.000                    | Nord-/Südamerika       | 2015           | Hyundai Heavy Industries, Ulsan    | 12.000 ft.            |
| Valaris Reliance (VALARIS DS-17)    | 9646950    | GustoMSC P10.000                    | Nord-/Südamerika       | 2014           | Hyundai Heavy Industries, Ulsan    | 12.000 ft.            |
| Valaris Resolute (VALARIS DS-16)    | 9630078    | GustoMSC P10.000                    | Nord-/Südamerika       | 2014           | Hyundai Heavy Industries, Ulsan    | 12.000 ft.            |
| Valaris Renaissance (VALARIS DS-15) | 9630066    | GustoMSC P10.000                    | Nord-/Südamerika       | 2014           | Hyundai Heavy Industries, Ulsan    | 12.000 ft.            |
| Valaris DS 14                       | 9700457    | DSME 12000 Double Hull DP Drillship | Asien/Pazifik-Raum     | 2020           | DSME Okpo, Geoje                   | 12.000 ft.            |
| Valaris DS 13                       | 9674880    | DSME 12000 Double Hull DP Drillship | Asien/Pazifik-Raum     | 2019           | DSME Okpo, Geoje                   | 12.000 ft.            |
| Valaris DS 12                       | 9647760    | DSME 12000 Double Hull DP Drillship | Mittlerer Osten/Afrika | 2013           | DSME Okpo, Geoje                   | 10.000 ft.            |
| Valaris DS 11                       | 9626170    | DSME 12000 Double Hull DP Drillship | Europa/Mittelmeer      | 2013           | DSME Okpo, Geoje                   | 12.000 ft.            |
| Valaris DS 10                       | 9698666    | Samsung GF12000                     | Mittlerer Osten/Afrika | 2017           | Samsung Heavy Industries, Südkorea | 10.000 ft.            |
| Valaris DS 9                        | 9666572    | Samsung GF12000                     | Brasilien              | 2015           | Samsung Heavy Industries, Südkorea | 10.000 ft.            |
| Valaris DS 8                        | 9659531    | Samsung GF12000                     | Mittlerer Osten/Afrika | 2014           | Samsung Heavy Industries, Südkorea | 10.000 ft.            |
| Valaris DS 7                        | 9618965    | ABS A1-E Samsung 96K Drillship      | Mittlerer Osten/Afrika | 2013           | Samsung Heavy Industries, Südkorea | 10.000 ft.            |
| Valaris DS 4                        | 9459943    | Samsung A1E DPS 3 Drillship         | Mittlerer Osten/Afrika | 2010           | Samsung Heavy Industries, Südkorea | 10.000 ft.            |

### Sonstige Plattformen
| Name          | IMO-Nummer | Typ                                                                         | Einsatzgebiet   | Eigentümer | Inbetriebnahme | Bauwerft                     | maximale Einsatztiefe |
| ------------- | ---------- | --------------------------------------------------------------------------- | --------------- | ---------- | -------------- | ---------------------------- | --------------------- |
| Mad Dog       |            | Floating Spar                                                               | Golf von Mexiko | BP plc     | 2012           | Kiewit Offshore Services LTD |                       |
| Thunder Horse |            | Semisubmersible – Production & Oil Drilling facility w/ Crew Quarters (PDQ) | Golf von Mexiko | BP plc     | 2005           | DSME, Südkorea               |                       |